# 彭白铁路
彭白铁路，位于四川省彭州市。起自彭州市城区边彭县火车站，沿湔江溯流而上，至白水河镇，全长39公里，轨距762毫米，运出山区的铜矿、石灰石矿、煤炭、木材等资源，为成汶铁路支线，现全线已拆除，但于2019年又恢复重建了一段用于旅游观光。
业主为四川省地方铁路局下属的彭白地方铁路管理局。设彭州机务段。

## 历史
1959年动工，1961年建成通车。是全国屈指可数的货运客运混载窄轨列车，当时被称“中国最窄的铁轨”的小火车。
进入21世纪后，因为运力不足，铁路陷入亏损并逐渐停止运营，至2003年停运。2008年汶川大地震后铁路受损严重，因此全线拆除。
2005年10月20日四川德众基础设施有限公司与四川省地方铁路局正式签订BOT投资合同，四川德众投资2.36亿元于2006年6月底之前把彭白铁路改造为全长28.87公里、轨距1435毫米的货运铁路，同时获得该线路30年的运营管理权。设彭州西、白鹿2个站。预计主要客户亚东水泥厂一期工程投产后，运输需求在230万吨/年；二期工程将达到460万吨/年。项目于2005年底开工，在2006年春节前已浇筑部分桥墩，按原计划在春节后项目应进入全面建设阶段。
然而，改建工程于2006年3年被政府叫停，原因可能与上游预计修建的关口水库有关。如今，通过卫星地图对比发现部分原铁路路基上已建有公路，推测项目未来不会恢复。

## 观光改建
2019年，随着丹景山的旅游开发，于丹景山镇附近的铁路原址上重建了约3.2公里的观光铁路，轨距为1435毫米，设牡丹文化广场、丹景山两站，并重命名为“湔江河谷旅游观光车”。观光列车使用电力驱动，车头外观复原了原蒸汽机车的样式，车厢长52m、宽2.6m，共有三节，可同时乘坐约120人。